# Ole Christian Madsen

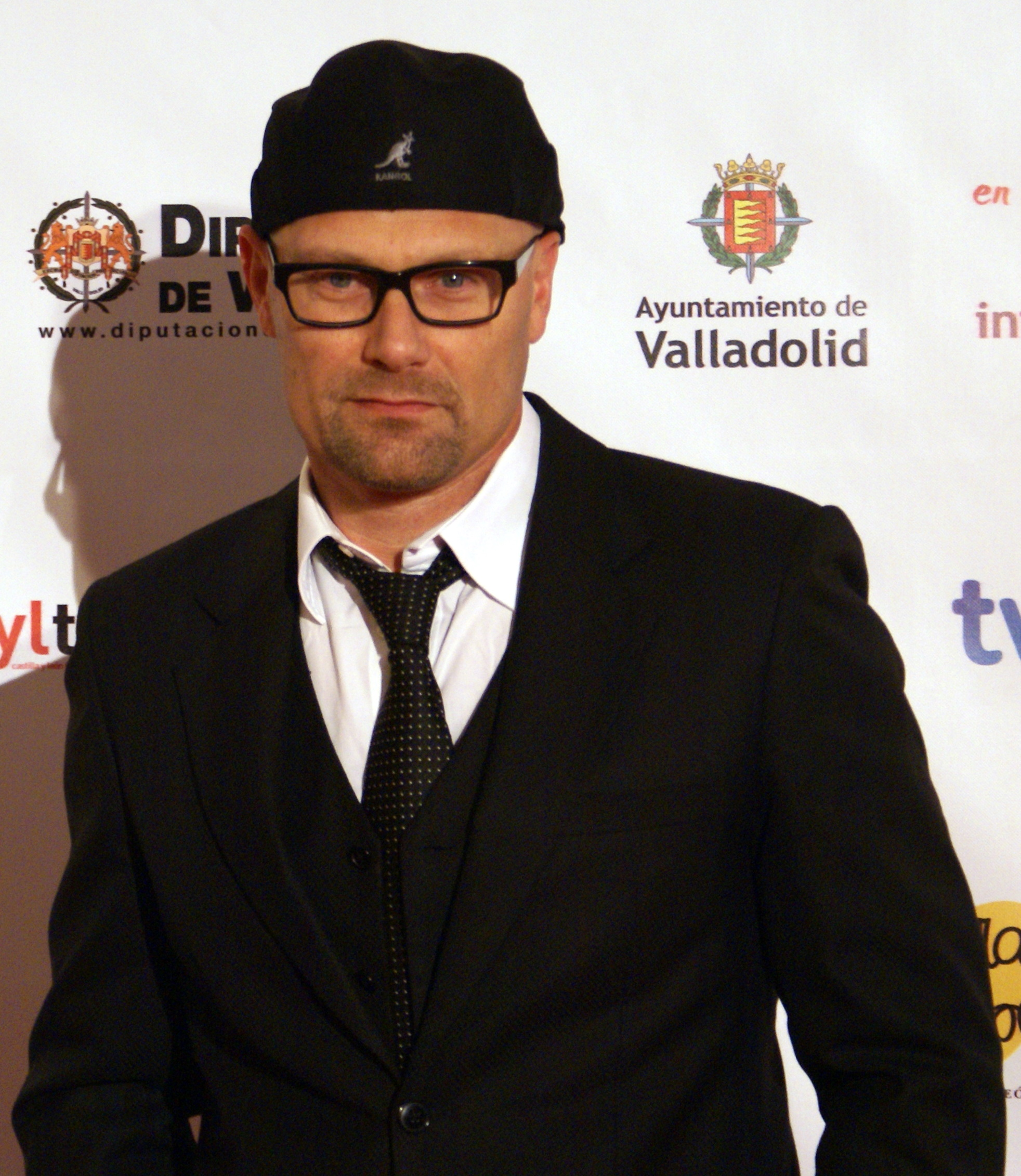
Ole Christian Madsen en la Seminci 2011.

Ole Christian Madsen (18 de junio de 1966, Roskilde, Dinamarca) es un guionista y director de cine danés.
Ha dirigido varias producciones de televisión y largometrajes como Nordkraft, Praga y Flame y Citrón, el film más caro de la historia del cine danés.

## Filmografía
- Flammen & Citronen / Flame & Citron

- En kærlighedshistorie / Kira's Reason — A Love Story

- Pizza King / Pizza King (1999)

- Nordkraft / Angels in Fast Motion (2005)

- Prag / Prague (2006)

- Superclásico / Superclásico (2011)